# Between Friends
Between Friends es una película de 1983 por HBO con Elizabeth Taylor y Carol Burnett.

## Sinopsis
Dos mujeres de mediana edad y con algunas cosas en común llamadas Deborah Shapiro (Elizabeth Taylor) y Mary Catherine Castelli (Carol Burnett), se conocen por accidente y desarrollan una amistad cercana mientras continúan lidiando con sus vidas.